# Biuro informacji gospodarczej
Biuro informacji gospodarczej (BIG) – instytucja gromadząca, przechowująca i udostępniająca dane o nierzetelnych dłużnikach. Niektóre BIG-i gromadzą dane pozytywne na temat płatników, którzy terminowo regulują swoje zobowiązania. Informacje do BIG mogą przekazywać podmioty, które mają zawartą z biurem stosowną umowę. Umieszczenie w BIG dla nierzetelnego dłużnika jest niekorzystne, gdyż w przypadku np. ubiegania się o kredyt, dostanie decyzję odmowną lub otrzyma kredyt na znacznie gorszych warunkach. Z kolei pozytywne informacje gospodarcze mogą okazać się przydatne podczas negocjacji warunków umów np. z bankiem, dostawcą Internetu, telewizji kablowej, firmą pożyczkową czy telekomunikacyjną.

## Sytuacja w Polsce
W Polsce nie ma jednego, centralnego BIG-u. Od 2010 podstawą prawną funkcjonowania BIG-ów jest Ustawa z dnia 9 kwietnia 2010 r. o udostępnianiu informacji gospodarczych i wymianie danych gospodarczych. W latach 2015–2018 biura informacji gospodarczej działały pod nadzorem Ministerstwa Rozwoju.
Według stanu na grudzień 2023 na rynku w Polsce działają cztery biura informacji gospodarczej:
- ERIF Biuro Informacji Gospodarczej,
- BIG InfoMonitor,
- Krajowy Rejestr Długów BIG,
- Krajowe Biuro Informacji Gospodarczej (KBIG).

W przeszłości funkcjonowała jeszcze Krajowa Informacja Długów Telekomunikacyjnych (KIDT) ale 1 lutego 2023 roku zawiesiła swoją działalność.
Każdy z nich działa samodzielnie i prowadzi odrębną listę dłużników. Nie ma między nimi przepływu informacji, są w stosunku do siebie konkurencyjne. Aby skuteczniej zweryfikować rzetelność swojego przyszłego kontrahenta, zaleca się wystąpić z zapytaniem do każdego z BIG-ów. Wierzyciel może zdecydować się dopisać dłużnika do tylko jednego lub kilku BIG-ów jednocześnie. Konsument może dopisać dłużnika tylko wtedy, gdy należność jest stwierdzona tytułem wykonawczym. Przykładem takiego tytułu jest sądowy nakaz zapłaty zaopatrzony w klauzulę wykonalności.
Przedsiębiorca może sprawdzić:
1. dowolnego przedsiębiorcę, w tym siebie, bez ograniczeń;
2. konsumenta, za jego pisemną zgodą.

Konsument może sprawdzić:
1. dowolnego przedsiębiorcę, bez ograniczeń;
2. siebie, bezpłatnie raz na 6 miesięcy (nie może sprawdzać innych konsumentów).

Niektóre BIG-i zbierają też informacje pozytywne na temat regulowanych należności. Za informację pozytywną uznaje się informację o dokonanej płatności nie później niż do 30 dnia od terminu wymagalności. 
Informację pozytywną o wywiązaniu się z zobowiązania można otrzymać:
1. na wniosek złożony do wierzyciela – wówczas mogą zostać dopisane informacje o dokonanych płatnościach za okres 12 miesięcy wstecz
2. za zgodą – wówczas dopisane zostaną płatności dokonane nie wcześniej niż 14 dni przed wyrażeniem zgody oraz wszystkie płatności przyszłe.

Cechą charakterystyczną BIG-ów jest otwartość dla podmiotów bez względu na sektor gospodarki w jakim działają, w przeciwieństwie do BIK lub BR, które są zarezerwowane wyłącznie dla instytucji finansowych typu banki, SKOK-i.